# 마스다 시게토
마스다 시게토(일본어: 増田 繁人, 1992년 6월 11일 ~ )는 일본의 축구 선수이다.

## 구단 경력
그는 2011년부터 2022년까지 J리그의 알비렉스 니가타, 더스파 구사쓰, 오이타 트리니타, FC 마치다 젤비아, 파지아노 오카야마, 후지에다 MYFC, 블라우블리츠 아키타에서 활동하였다.